# Diabelia
Diabelia là một chi thực vật gồm khoảng 3 loài trong họ Caprifoliaceae. Các loài trong chi này là bản địa Trung Quốc và Nhật Bản. Trước đây nó được coi là một phần của chi Abelia, nhưng phân tích phát sinh chủng loài phân tử cho thấy nó không tạo thành nhánh chị-em với Abelia nghĩa hẹp mà tạo thành nhánh chị-em với Kolkwitzia và Dipelta.
Năm 2013, trên cơ sở chứng cứ phát sinh chủng loài phân tử cho thấy nhánh Linnaea là đơn ngành nên Maarten Christenhusz đề xuất mở rộng chi Linnaea để bao gồm tất cả các loài thuộc các chi Abelia (trừ tổ Zabelia), Diabelia, Dipelta, Kolkwitzia và Vesalea. Đề xuất này được một số nguồn thứ cấp chấp nhận, như Plants of the World Online (POWO). Tuy nhiên, điều này bị phần lớn các tài liệu khoa học và thực vật chí sau đó từ chối và các tài liệu này vẫn duy trì các chi truyền thống, trên cơ sở các khác biệt về hình thái, sinh địa lý học và duy trì sự ổn định danh pháp.

## Mô tả
Abelia sect. Abelia (= Abelia nghĩa hẹp) có các cụm hoa đa hợp xuất hiện trên các cành cong và dài trong khi Abelia sect. Bilaciniatae ser. Serratae có các cụm hoa trông tương tự như các cụm hoa của các nhóm khác (Dipelta, Kolkwitzia, Linnaea, Vesalea), với các cụm hoa trên các cành ngắn (thỉnh thoảng trên các cành dài nở hoa liên tục).
Là các cây bụi lá sớm rụng. Chồi mùa đông lộ ra, với vài cặp vảy. Các cành hình trụ thon, không có rãnh. Vòng gỗ xốp và mạch với lỗ đơn giản. Lá mọc đối, cuống lá ngắn với một đường liên cuống. Mép lá nguyên đến có răng cưa, thường gợn sóng. Hoa đầu cành và tạo thành các cặp đôi ở cuối các cành ngắn, các hoa nở đồng thời, đôi khi 1-3-8 do các hoa quá số thông thường ở nách các lá bắc (thường xuyên hơn trên các cành dài nở hoa liên tục); các cặp đôi hoa với 6 lá bắc, chúng nhỏ và không đồng phát triển, tạo thành một "tổng bao đài hoa" ngay dưới bầu nhụy. Lá đài 2-5, tỏa rộng, thuôn dài hẹp, hình elip, bền và đồng phát triển nhiều hay ít ở quả. Tràng hoa 5 thùy, hai môi, màu trắng, vàng, hồng hoặc đỏ; ống tràng lồi mặt bụng và chứa một tuyến mật hoa gồm các lông tuyến dày đặc; tuyến mật hoa đôi khi hình chùy và rời. Nhị hai cặp so le, hợp sinh với ống tràng, không thò ra hoặc thò ra; bao phấn hướng trong. Phấn hoa có móc nhỏ mà không có đai trong, 3-4 lỗ. Bầu nhụy thuôn dài hẹp, 3 ngăn, trong đó 2 ngăn với 2 loạt noãn vô sinh, ngăn còn lại có 1 noãn hữu sinh; vòi nhụy 1, hình chỉ; đầu nhụy hình đầu, màu trắng và có nhú. Quả là một quả bế thuôn dài, bề mặt giống như da, đỉnh với các lá đài bền. Hạt gần giống hình trụ thon, vỏ có màng; nội nhũ nhiều thịt.

## Danh sách loài
- Diabelia serrata (Siebold & Zucc.) Landrein, 2010 – Trung Quốc (Vĩnh Gia, Ôn Châu, Chiết Giang), Nhật Bản (Honshu, Kyushu, Shikoku). Tên tiếng Trung: 黄花双六道木 (hoàng hoa song lục đạo mộc).
- Diabelia spathulata (Siebold & Zucc.) Landrein, 2010 – Trung Quốc (Ôn Châu, Chiết Giang), Nhật Bản (Honshu, Kyushu, Shikoku). Tên tiếng Trung: 温州双六道木 (Ôn Châu song lục đạo mộc).
- Diabelia tetrasepala (Koidz.) Landrein, 2010 – Nhật Bản (Honshu, Shikoku).